# Blacktown City FC
Blacktown City FC (założony jako Toongabbie Soccer Club) – australijski, półprofesjonalny klub piłkarski z siedzibą w Blacktown. Założony w 1953 roku jako Toongabbie Soccer Club, a w 1979 roku zmienił nazwę na Blacktown City FC. W latach 80. XX wieku klub rozegrał 7 sezonów w National Soccer League (NSL). Obecnie występuje w	National Premier Leagues NSW.

## National Soccer League
Blacktown City FC przystąpił do rozgrywek National Soccer League od sezonu 1980, debiut w najwyżej lidze nastąpił w dniu 9 marca 1980 roku w spotkaniu przeciwko St. George Saints, które zakończyło się zwycięstwem Blacktown City FC w stosunku 4:2. Najlepszy rezultat w NSL, klub osiągnął w sezonie 1984, zajmując 5. miejsce w sezonie zasadniczym, które promowało klub do gry w serii finałowej. W serii finałowej Blacktown City FC wystąpił tylko w rundzie eliminacyjnej, w której to przegrał z zespołem APIA Leichhardt Tigers w stosunku 1:3. Ostatni mecz w NSL klub rozegrał 23 kwietnia 1990 roku przeciwko drużynie Sydney Olympic, zakończone wynikiem 1:1.

### Blacktown City FC w poszczególnych sezonach
Źródło: aus.worldfootball.net
| Sezon     | Miejsce    | Mecze | Wygrane | Zremisowane | Przegrane | Bramki  | Punkty | Seria finałowa     |
| --------- | ---------- | ----- | ------- | ----------- | --------- | ------- | ------ | ------------------ |
| 1980      | 11         | 26    | 9       | 3           | 14        | 34–55   | 21     | brak awansu        |
| 1981      | 15         | 30    | 6       | 9           | 15        | 32–47   | 21     | brak awansu        |
| 1984      | 5          | 28    | 12      | 6           | 10        | 43–48   | 30     | runda eliminacyjna |
| 1985      | 8          | 22    | 7       | 4           | 11        | 30–34   | 18     | brak awansu        |
| 1986      | 9          | 22    | 8       | 4           | 10        | 24–36   | 20     | brak awansu        |
| 1989      | 12         | 26    | 5       | 9           | 12        | 28–50   | 19     | brak awansu        |
| 1989/1990 | 14         | 26    | 4       | 4           | 18        | 30–55   | 12     | brak awansu        |
|           | Bilans NSL | 180   | 51      | 39          | 90        | 221–325 | 141    |                    |

## Sekcje młodzieżowe
Blacktown City FC zajmuje się obecnie szkoleniem młodzieży. Posiada trzy sekcje wiekowe dla zawodników: seniorzy (oprócz pierwszego zespołu, istnieją również zespołu do lat: 16, 18 i 20), młodzież (zespołu do lat: 12, 13, 14 i 15) oraz w ramach programu SAP (pełna nazwa Skill Acquisition Program, pol. Program Nabycia Umiejętności) zespołu do lat 9, 10 i 11.

## Sukcesy
- Mistrzostwo w National Premier Leagues (1): 2015[8];
- Mistrzostwo w National Premier Leagues NSW (2): 2007, 2010[1];
- Zwycięzca Waratah Cup (3): 1991, 1993, 2006[1].